# ライアン・ミューレン
ライアン・ミューレン（Ryan Mullen、1994年8月7日 - ）は、アイルランド・バーケンヘッド出身の自転車競技（ロードレース）選手。

## 経歴
2013年、Team IG - Sigma Sportにてプロキャリアスタート。
2014年、アンポスト・チェーンリアクションに移籍。世界選手権で結果を残し、プロチームから誘いが来るが、自らの実力ではトップレベルに通用しないと判断し、オファーを固辞した。
2015年、チーム・キャノンデール・ガーミンに移籍。
2018年、トレック・セガフレードに移籍。ブエルタ・ア・サンフアン第3ステージにて、プロ初勝利を挙げる。

## 主な戦績

### 2014年
- アイルランド選手権　優勝（ロードレース）
- 世界選手権U23　2位（個人タイムトライアル）

### 2015年
- アン・ポスト・ラズ　総合3位、新人賞
- アイルランド選手権　優勝（個人タイムトライアル）

### 2016年
- チェコ・サイクリングツアー　区間優勝（第1ステージ・チームタイムトライアル）
- 世界選手権　5位（個人タイムトライアル）

### 2017年
- アイルランド選手権　優勝（個人タイムトライアル、ロードレース）
- ヨーロッパ選手権　3位（個人タイムトライアル）

### 2018年
- ブエルタ・ア・サンフアン　区間優勝（第3ステージ・個人タイムトライアル）
- アイルランド選手権　優勝（個人タイムトライアル）

- アイルランド選手権　優勝（個人タイムトライアル）

### 2019年
- アイルランド選手権　優勝（個人タイムトライアル）

### 2021年
- アイルランド選手権　優勝（個人タイムトライアル、ロードレース）

### 2023年
- アイルランド選手権　優勝（個人タイムトライアル）

### 2025年
- アイルランド選手権　優勝（個人タイムトライアル）